# Zhang Yichan
Zhang Yichan (11 febbraio 1991) è una pallavolista cinese.
Gioca nel ruolo di schiacciatrice nello Shanghai Dong Hao Lansheng Nuzi Paiqiu Julebu.

## Carriera
La carriera di Zhang Yichan inizia nel settore giovanile dello Shanghai Sheng Paiqiu Dui, dove gioca dal 2002 al 2006. Promossa in prima squadra, fa il suo debutto nella Volleyball League A cinese nella stagione 2006-07, chiusa in settima posizione; nell'estate del 2007 fa parte della nazionale pre-juniores vincendo la medaglia d'oro al Campionato mondiale di categoria. Nella stagione seguente si piazza al terzo posto in campionato, mentre in estate con la nazionale juniores vince la medaglia di bronzo al campionato asiatico ed oceaniano 2008.
Nelle annate seguente raggiunge per tre volte la finale scudetto, precisamente nel 2008-09, nel 2009-10 e nel 2011-12, mentre nella stagione 2010-11 si classifica al terzo posto; nel 2011 fa parte della selezione universitaria che conquista la medaglia di bronzo alla XXVI Universiade. Dopo un sesto e quinto posto, rispettivamente nei campionati 2012-13 e 2013-14, nella stagione 2014-15 raggiunge nuovamente la finale scudetto; nel 2013 fa parte della selezione Under-23 che si aggiudica la medaglia d'oro al campionato mondiale.

## Palmarès

### Nazionale (competizioni minori)
- Campionato mondiale pre-juniores 2007
- Campionato asiatico ed oceaniano juniores 2008
- Universiade 2011
- Campionato mondiale Under-23 2013
- Coppa asiatica 2018